# Dajr al-Adas
Dajr al-Adas (arab. دير العدس) – miejscowość w Syrii, w muhafazie Dara. W 2004 roku liczyła 3273 mieszkańców.